# Teatro Victoria (Montevideo)
El Teatro Victoria es un edificio patrimonial ubicado en el barrio Centro de la ciudad de Montevideo, Uruguay. 
Originalmente de propiedad británica, fue inaugurado en 1902 con el nombre de Victoria Hall. 
Tras múltiples vicisitudes y cambios de destino, en 1996 se constituyó la asociación civil sin fines de lucro "Teatro Victoria", con el fin de recuperar la sala para fines teatrales y escénicos. Finalmente, en octubre de 1998 reabre sus puertas con la puesta en escena de La ópera de dos centavos de Bertolt Brecht, dirigida por Jorge Curi.